# اچ‌بی استودیو
اچ‌بی استودیو یا استودیوی هربرت برگاف یک مؤسسه ناسودبر است که هنرمندان نمایشی را از طریق کلاس، ورکشاپ، سخنرانی، پروژه و.. و تمرین می‌دهد. این استودیو در گرینیچ ویلج در نیویورک سیتی قرار دارد. این مدرسه بازیگری در سال ۱۹۴۵ توسط هربرت برگاف، کارگردان و بازیگر اتریشی، پایه‌گذاری شد.
اچ‌بی استودیو به عنوان یکی از استودیوهای بازیگری اصلی در نیویورک شناخته می‌شود. درپارتمانی در اچ‌بی استودیو به آموزش تکنیک بازیگری یوتا هیگن اختصاص دارد.